# Baba (Mazovie)
Pour les articles homonymes, voir Baba.
Baba (prononciation : [ˈbaba]) est un village polonais de la gmina de Łyse dans le powiat d'Ostrołęka de la voïvodie de Mazovie dans le centre-est de la Pologne.
Il se situe à environ 8 kilomètres au sud de Łyse (siège de la gmina), 26 kilomètres au nord d'Ostrołęka (siège du powiat) et à 127 kilomètres au nord de Varsovie (capitale de la Pologne).

## Histoire
De 1975 à 1998, le village appartenait administrativement à la voïvodie d'Ostrołęka.